# 雪口山镇
雪口山镇，原为雪口山乡，是中华人民共和国四川省乐山市马边彝族自治县下辖的一个乡镇级行政单位。2020年5月，撤乡设镇。

## 行政区划
雪口山镇下辖以下地区：
羊店儿村、谢家岩村、黎明村、拦马埂村、永兴村、田儿湾村、天花水村和温水凼村。